# Breitensteinia cessator
Breitensteinia cessator — вид риб з роду Breitensteinia родини Akysidae ряду сомоподібні.

## Опис
Загальна довжина сягає 7,5 см. Голова дещо подовжена, трохи сплощена зверху. Очі невеличкі. Має 2 пари вусів. Одна пара на нижній губі (короткі), друга в куточках рота. Тулуб сплощено, хвостове стебло тонке. Спинний плавець помірно широкий, високий. Грудні плавці трохи витягнутий. Черевні плавці маленькі. У самців статевий сосочок знаходиться перед анальним отвором зовсім поруч і має опуклу форму, у самиць — на деякому відстань, він плаский. Анальний плавець майже такий самий як спинний. Хвостовий плавець подовжений, на кінці розширено.
Загальний фон коричневий, голова темніше. Вздовж бічної лінії присутній рядок витягнутих плям. Спина світліше. Черево кремового кольору.

## Спосіб життя
Є демерсальною рибою. Зустрічається в невеликих річках з помірною течією. Тримається біля берегів серед затонулого листя і гілок. День проводить під листям, непогано маскуючись. Активний вночі. Живиться донними безхребетними.

## Розповсюдження
Мешкає в західній частині о. Калімантан (басейн річки Капуас) і в центральній частині Суматри (Батанг-Харі).